# Hubert Hajm
Hubert Hajm (Heim), slovenski alpski smučar, zdravnik * 7. avgust 1914, Jesenice, † 1971, Celovec.
Hajm je za Kraljevino Jugoslavijo nastopil na Zimskih olimpijskih igrah 1936 v Garmisch-Partenkirchnu, kjer je v kombinaciji odstopil. Umrl je v prometni nesreči v Celovcu leta 1971.